# مسطح أخضر
المسطحات الخضراء تعرف بالأبسطة أو المروج وهي أجزاء مسطحة من الأرض أو ذات ميول ومنحدرات تغطى تماماً بنباتات عشبية خضراء اللون و عبارة عن حيز يضم الغطاء النباتي مثل:الغابات و المزارع ....
تختلف مساحتها بأختلاف الغرض الذي أنشئت من أجله وغالباً ما تكون الجزء الأكبر والأهم في الحديقة، وتشكل المسطحات الخضراء ما بين 30% و 80% من مساحة الحدائق، و100% من مساحة الملاعب.

## أهمية المسطحات الخضراء
تصنع المسطحات لعدة أسباب جمالية في بعض الأحيان و لأحتياجات ضرورية في أحيان أخرى ومن هذه الأسباب
1. تقليل إثارة الأتربة وزياده الرطوبة في الجو مما يؤدي لتلطيف درجة حرارة الجو خصوصا في الصيف.
2. تهيئة منظر أمامى للأشجار والشجيرات والأزهار.
3. تمتص الصوت أي تقلل التلوث الضوضائى وتعمل كوسادة لتقليل وتخفيف الأصابات في الملاعب الرياضية وملاعب الأطفال ومضامير السباق.
4. تزرع لتثبيت الميول والمنحدرات.

يلزم أن يتوفر في نباتات المسطحات الخضراء ما يلى :
1. أن تكون معمرة ومستديمة الخضرة.
2. أن تكون قوية وسريعة النمو وتتجدد بسهولة ويسر ويسهل إكثارها.
3. لونها أخضر جميل مرغوب، أوراقها ناعمة ذات نصل دقيق.
4. تتحمل المشي والسير بالأقدام والجز المستمر والقدرة على تعويضه.
5. القدرة على تحمل الزراعة في أنواع مختلفة من التربة وملائمة للظروف البيئة المختلفة ومقاومة للأمراض والحشرات.

## أنواع المسطحات

### الأنواع المعمرة
- النجيل البلدى (بالإنجليزية: Cynodon dactylon)

عشب معمر مستديم الخضرة ينمو برياً ولذلك يعتبر من أكثر نباتات المسطحات أستعمالاً.
يمتاز بقوة النمو وسرعة الانتشار مكونا طبقة كثيفة من الأعشاب الممتدة فوق سطح التربة وجذوره متعمقة ويقاوم الظروف السيئة كقلة الماء وضعف التربة والجفاف، ومن عيوبة أن نموة يتأثر من الظل والرطوبة والبرودة والصقيع وتقل نضرته
يتكاثر بتجزئة الجذمور وبالبذور.
- النجيل السودانى (حشيشة أوغندا)

وهو صنف أخر من النجيل البلدي، عشب معمر مستديم الخضرة
يمتاز عن النجيل البلدي بدقة ونعومة أوراقه وعرضها (1-2) ملليمتر ولونها أخضر داكن.
تتأثر بأنخفاض درجة الحرارة في فصل الشتاء بسكون نموها بحيث يكون أقل من نمو النجيل البلدي
أما باقى خواصة فلا تختلف عن النجيل البلدي.
يتكاثر بتجزئة الجذمور وبالبذور.
- النجيل الفرنسي (حشيشة سانت اوجستين)

يمتاز عن النجيل البلدي بقصر سلامياتة واوراقه وعرضه (8-15 ملليمتر) وأقصر وأخشن
أغلب سيقانه تمتد فوق سطح الأرض وتحتاج إلى رطوبة عالية لتنمو لذا تكون زراعتها ناجحة في المناطق الساحلية.
وأهم ما يميزها عن النجيل البلدي هو أمكانية زراعتها بالأماكن المظللة وهو يتحمل القص المنخفض وكثرة الدوس عليه لذا هو من أكثر الأنواع أستخداما في الحدائق العامة والملاعب الرياضية.
يتكاثر بتجزئة الجذمور فقط أذ ان بزوره غير متوفرة تجارياً.
- الليبيا (بالإنجليزية: Lippia nodifloa)

عشب معمر مستديم الخضرة، أوراقه بيضية لحمية عرضها 15 ملليمتر وطولها 2سم تخرج أزهار بنفسيجية يكثر حولها النحل.
يصلح في الأراضى الملحية والغدقة والتي لا ينجح فيها أنواع النجيل الأخرى.
ولكن من عيوبه أنة لا يتحمل الدوس ويتأثر بأنخفاض درجات الحرارة وتشبه سوقه الحبال ولا تصلح زراعتة بالملاعب
تتكاثر بتجزئة الجذامير.
وهي نباتات حولية تنمو بشكل مؤقت في فصل الشتاء وتتجدد زراعتها سنوياً.
- الجازون (بالإنجليزية: Lollium perenne)

يزرع بالبذور كعشب حولى فيعطى بسرعة مسطح أخضر في فترة الشتاء والربيع.
أوراقة خيطية رفيعه عرضها 1/4 سم لونها أخضر زاهى من أبهج المسطحات وأجملها، من أهم خصائصة سرعة نموه و قدرته على تشكيل المسطح الأخضر بأسرع وقت ممكن.
ينجح في الشمس والظل ولا يتحمل السير الشديد عليه يتأثر بأرتفاع درجة الحرارة و لا يتأثر بأنخفاضها فتنتهى حياتة ويجف في فصل الصيف، ويتكاثر بالبذور.